# Cmentarz Ta’ Braxia
Cmentarz Ta' Braxia (ang. Ta' Braxia Cemetery, malt. Iċ-Ċimiterju ta' Braxa) – cmentarz w granicach administracyjnych Ħamrun na Malcie, położony w pobliżu granicy z Pietà. Został zbudowany w latach 1855–57 jako cmentarz wielowyznaniowy, przeznaczony głównie dla brytyjskich żołnierzy, częściowo zastępując wiele wcześniejszych cmentarzy z XVIII wieku. Na miejscu znajduje się również cmentarz żydowski, który został założony około 1830. Budowa cmentarza była kontrowersyjna, ponieważ miejscowe władze kościelne sprzeciwiały się wielowyznaniowemu cmentarzowi położonemu poza murami.
Cmentarz został zaprojektowany przez maltańskiego architekta Emanuela Luigiego Galizię. W XIX wieku był wielokrotnie rozbudowywany, a w latach 1893–94 dobudowano kaplicę pamięci poświęconą Lady Rachel Hamilton-Gordon. Kaplica została zaprojektowana przez angielskiego architekta Johna Loughborough Pearsona w kombinacji neogotyku i neoromanizmu. 

## Historia
Cmentarz Ta' Braxia znajduje się na obrzeżach Floriana Lines, zewnętrznych fortyfikacji stolicy Malty Valletty. Pierwszy cmentarz w tym miejscu powstał w 1778, i był znany jako „cmentarz Sacra Infermeria”. Był to pierwszy cmentarz „extra muros” (poza murami) na Malcie. Na tym miejscu znajdowały się również inne stare cmentarze, w tym cmentarz dżumowy oraz cmentarz żydowski, który został założony około 1830. Do połowy XIX wieku teren ten był wrzosowiskiem, pokrytym stertą śmieci, ciernami i pokrzywami ... zwykły nieużytek, nawet bez centralnego krzyża lub kaplicy, jak nakazuje obrządek Kościoła katolickiego.
Przed 1850 Brytyjczycy chcieli, po zapełnieniu cmentarza na bastionie Msida, założyć wielowyznaniowy cmentarz dla żołnierzy, którzy zginęli na Malcie. Podjęto decyzję o ponownym przekształceniu i rozbudowie cmentarza Ta' Braxia, który został wybrany ze względu na bliskość głównych ośrodków miejskich tj. Valletty i Three Cities. Cmentarz miał być przeznaczony dla wszystkich religii bez rozróżnienia, ale dotyczyło to tylko różnych wyznań chrześcijańskich, z wyłączeniem innych religii, chociaż wcześniej istniejący cmentarz żydowski zostałby ostatecznie włączony jako oddzielna część do Ta' Braxia. Budowa cmentarza była postrzegana jako krok w kierunku założenia cmentarza przeważająco protestanckiego.
Założenie cmentarza miało na celu promowanie klasom wyższym pochówku poza murami miast. W tamtym czasie koncepcja posiadania cmentarza „extra muros” była kontrowersyjna, ponieważ tradycyjnie chowano ludzi w kościołach lub kaplicach. Szczególnie lokalne władze kościelne były przeciwne cmentarzom pozamiejsckim. Kolejne kontrowersje pojawiły się, ponieważ kościół był zdecydowanie przeciwny cmentarzom religijnie mieszanym.
Cmentarz został zaprojektowany przez maltańskiego architekta Emanuele Luigiego Galizię i był to jego pierwszy duży projekt rządowy. Galizia zaprojektował później dwa inne ważniejsze cmentarze: katolicki cmentarz Addolorata i muzułmański turecki cmentarz wojskowy. Prace na cmentarzu rozpoczęto w 1855 wraz z budową murów granicznych. Władze wojskowe musiały zatwierdzić jego projekt, aby mieć pewność, że cmentarz nie zagrozi fortyfikacjom.

Cmentarz został oficjalnie otwarty w październiku 1857, lecz otwarcie nie zostało ogłoszone w lokalnych mediach. Przebudowa sąsiedniej drogi w 1861 doprowadziła do przeniesienia pobliskiego cmentarza katolickiego, co umożliwiło rozbudowę cmentarza Ta' Brexia. Ekspansję na południe podjęto w 1879, a kolejna duża rozbudowa miała miejsce w 1889.
W drugiej połowie XIX wieku cmentarz stał się głównym miejscem pochówku brytyjskiego garnizonu. Trzy ciała wydobyte z zatopionego w 1908 po katastrofie w Grand Harbour SS „Sardinia” zostały pochowane na Ta' Braxia. Komisja Grobów Wojennych Wspólnoty Narodów opiekuje się grobami ośmiu żołnierzy pochowanych na cmentarzu, pięciu z I wojny światowej i trzech z II wojny światowej.
Podczas II wojny światowej bombardowanie lotnicze uszkodziło lub zniszczyło niektóre nagrobki i pomniki grobowe na cmentarzu. Inne pomniki zostały uszkodzone w wyniku działania czynników atmosferycznych. W 2000 Din l-Art Ħelwa i rząd utworzyły komitet do renowacji cmentarza. W 2001 zostało założone stowarzyszenie znane jako Friends of Ta' Braxia i jest odpowiedzialne za utrzymanie i renowację cmentarza z pomocą Din l-Art Ħelwa. Obecnie cmentarz jest otwarty dla publiczności w dni powszednie.

## Architektura
Cmentarz ma układ siatkowy, z główną bramą wejściową wyrównaną na osi centralnej. Pierwotnie miał układ symetryczny, ale ten element zaginął w wyniku późniejszej rozbudowy cmentarza. Wewnętrzne bramy i mury oporowe wyznaczają różne sektory na cmentarzu. W skład cmentarza wchodzi też część grecka i żydowska, zaś w środku można znaleźć również fontannę, zaprojektowaną przez Galizię.
Architektura cmentarza sama w sobie nie jest szczególnie imponująca, ale zawiera wiele wyszukanych pomników grobowych wykutych w kamieniu lub marmurze. Ich styl waha się od neoklasycznego do ozdobnego i eklektycznego. Niektóre zabytki mają ikonografię oznaczającą powiązania masońskie.

## Kaplica

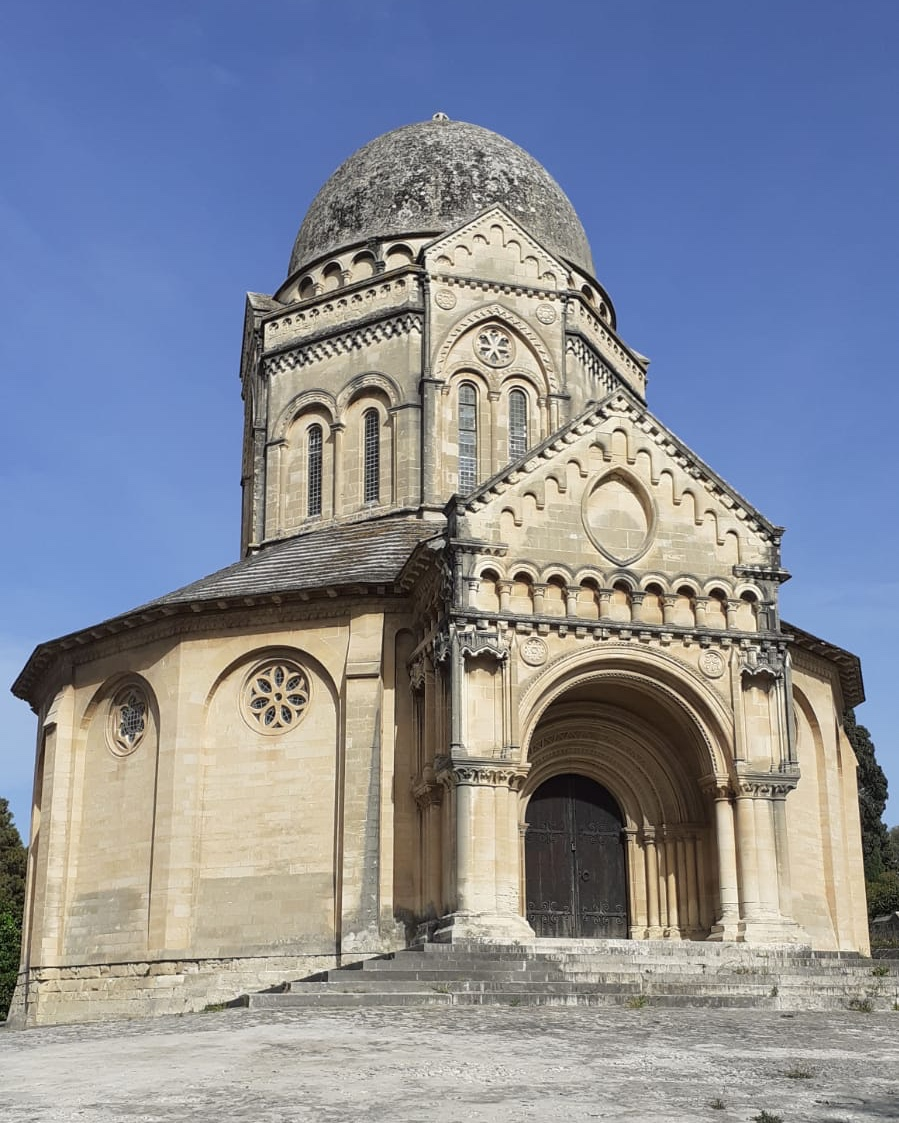
Kaplica na cmentarzu Ta' Braxia.

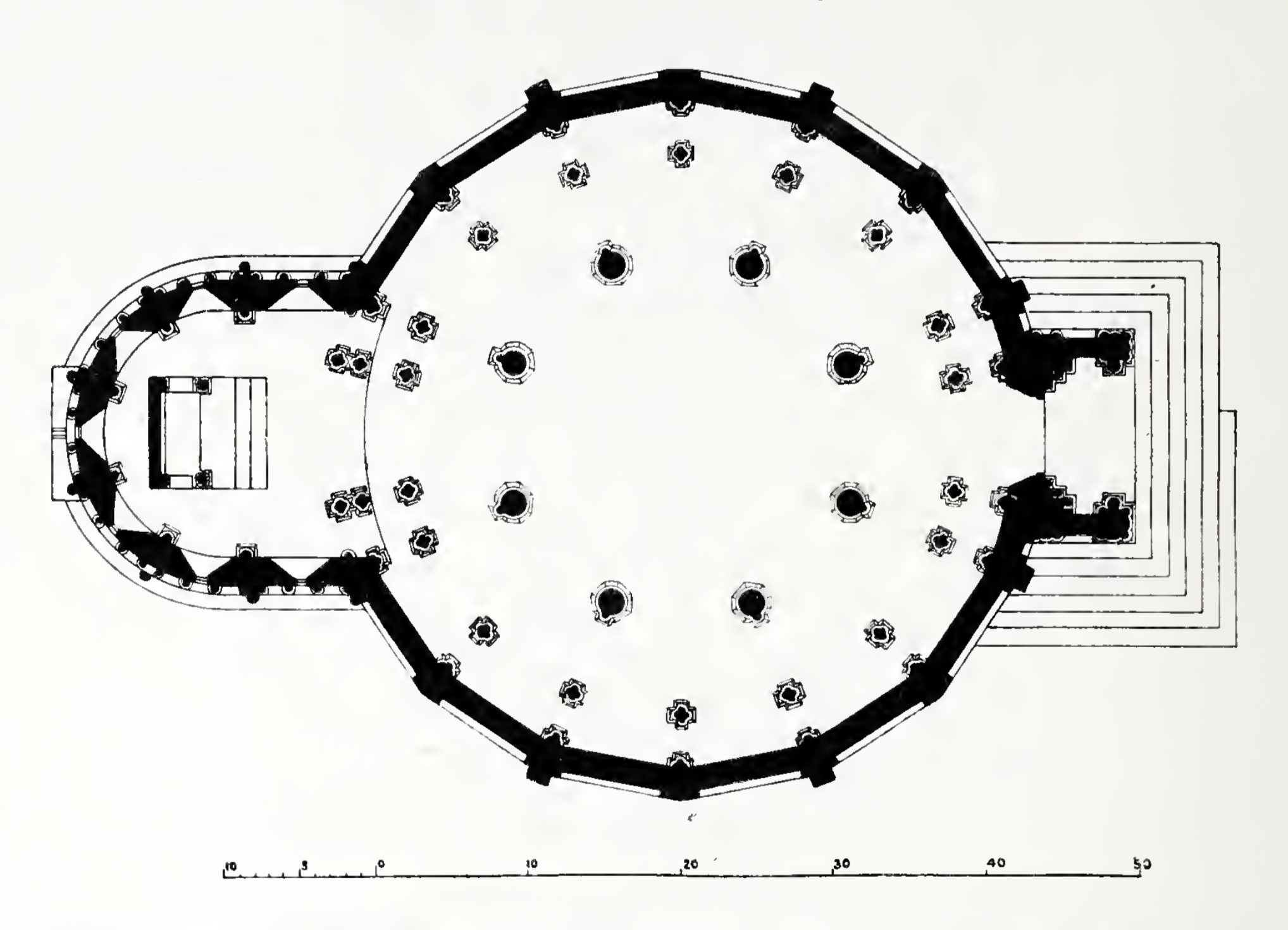
Plan kaplicy na cmentarzu Ta' Braxia.

Głównym punktem orientacyjnym na cmentarzu Ta' Braxia jest kaplica poświęcona pamięci lady Rachel Hamilton-Gordon (Lady Rachel Hamilton-Gordon Memorial Chapel), która został zbudowany dla upamiętnienia żony sir Arthura Hamiltona-Gordona, która podczas podróży z Cejlonu do Wielkiej Brytanii zachorowała i zmarła na Malcie. Została pochowana na cmentarzu Ta' Braxia 28 stycznia 1889. Sir Hamilton-Gordon zlecił czołowemu angielskiemu architektowi Johnowi Loughborough Pearsonowi zaprojektowanie kaplicy pamięci swojej żony. Pearson prawdopodobnie nigdy nie odwiedził Malty, ale przygotował plany, które zostały wysłane na wyspę. Kamień węgielny kaplicy położono 28 maja 1893, budowę ukończono w 1894.
Architektury kaplicy nie można kategorycznie sklasyfikować jako należącej do jednego określonego stylu, ponieważ łączy w sobie elementy neogotyku i architektury neoromańskiej. Ma scentralizowany okrągły plan z kopułą. Elewacje zewnętrzne zawierają skomplikowaną geometryczną dekorację i ornamentykę, które kontrastują ze stosunkowo prostą kopułą.